# Хасани, Ферхан
Ферхан Хасани (макед. Ферхан Хасани; родился 19 июня 1990 года в Тетово, Македония) — македонский футболист албанского происхождения, вингер клуба «Партизани». Выступал за сборную Македонии.

## Клубная карьера
Хасани — воспитанник клуба «Шкендия». 3 августа 2010 года в матче против «Тетекса» он дебютировал в чемпионате Македонии. 19 сентября в поединке против «Горизонта» Ферхан забил свой первый гол за «Шкендию». В своём дебютном сезоне он помог клубу выиграть чемпионат и стал лучшим его бомбардиром.
В начале 2012 года Хасани перешёл в немецкий «Вольфсбург». Сумма трансфера составила 700 тыс. евро. 30 сентября в матче против «Майнц 05» он дебютировал в Бундеслиге.
Через год отчаявшись завоевать место в основе «Вольфсбурга» Хасани присоединился в датскому «Брондбю». 15 сентября 2013 года в матче против «Оденсе» он дебютировал в датской Суперлиге. В этом же поединке Ферхан забил свой первый гол за «Брондбю». Летом 2015 года Хасани вернулся в «Шкендию». В матче против «Работничков» он сделал хет-трик. В своём дебютном сезоне Хасани помог клубу выиграть Кубок Македонии. В сезоне 2017/18 он стал лучшим бомбардиром чемпионата (22 гола).

## Международная карьера
22 декабря 2012 года в товарищеском матче против сборной Китая дебютировал за сборную Македонии. 29 февраля 2012 года в поединке против сборной Люксембурга он забил свой первый гол за национальную команду.

### Голы за сборную Македонии
| #   | Дата            | Место                                | Противник  | Счёт | Результат | Соревнование                     |
| --- | --------------- | ------------------------------------ | ---------- | ---- | --------- | -------------------------------- |
| 01. | 29 февраля 2012 | Жози Бартель, Люксембург, Люксембург | Люксембург | 0:1  | 2:1       | Товарищеский матч                |
| 02. | 9 октября 2016  | Филипп II, Скопье, Македония         | Италия     | 2:1  | 2:3       | Чемпионат мира 2018 квалификация |

## Достижения
Командные
 «Шкендия»
- Чемпионат Македонии по футболу (2): 2010/11, 2017/18
- Обладатель Кубка Македонии (2): 2015/16, 2017/18
- Обладатель Суперкубка Македонии: 2010/11

 «ХИК»
- Чемпионат Финляндии по футболу: 2020
- Обладатель Кубка Финляндии: 2020